# Synnympha diluviata
Synnympha diluviata är en fjärilsart som beskrevs av Edward Meyrick 1915. Synnympha diluviata ingår i släktet Synnympha och familjen styltmalar.
Artens utbredningsområde är Sri Lanka. Inga underarter finns listade i Catalogue of Life.